# خطاف الذباب الجني
خطّاف الذباب الجني (الاسم العلمي: Stenostiridae)، فصيلة طيور صغيرة من رتبة الجواثم، وهي فصيلة مُقترحة نتيجة الاكتشافات الحديثة في علم التصانيف الأحيائية.